# 막걸리가 알려줄거야
"막걸리가 알려줄거야"는 2024년 2월 28일에 개봉한 대한민국의 영화이다.

## 제작진

### 제작사
- 안나푸르나필름

### 감독
- 김다민

## 캐스팅

### 주연
- 박나은 : 동춘 역
- 박효주 : 혜진 역
- 김희원 : 영진 역

### 조연
- 김지훈 : 구포 역
- 신수아 : 어린 동춘 역
- 김유남 : 털북 역 (성우: 탁원정)
- 강형준 : 숭이 역 (성우: 전영수)
- 한온유 : 이나영 역
- 김준 : 후안 역
- 최수민 : 강연분 할머니 역
- 세이바니 키미야 : 페르시아어 강사 역

### 우정출연
- 배유람 : 에듀스 입시 강사 역
- 오태경 : '나는 자연인이다' MC 역
- 이재인 : KTX 승객 역

## 참고 사항
- 2023년 제28회 부산국제영화제 한국영화의 오늘 섹션 상영작이다.